# Karl Bulla
Pour les articles homonymes, voir Bulla.

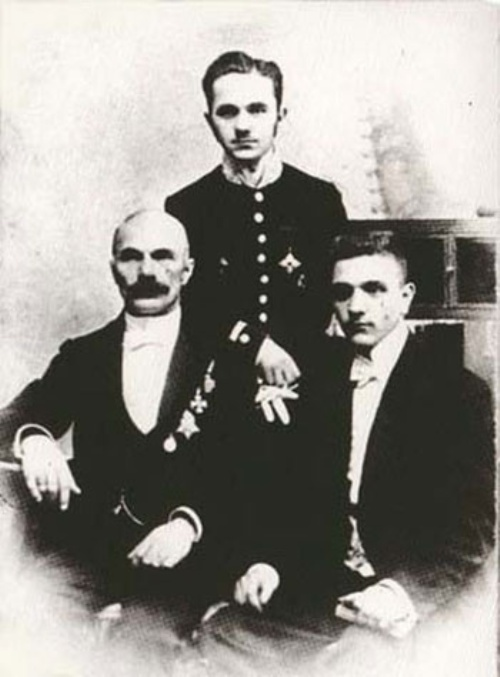
Bulla et ses fils Victor et Alexandre.

Carl Oswald Bulla (en russe : Карл Карлович Булла), né le 26 février 1855 à Leobschütz et mort le 29 novembre 1929 à Iide (Estonie), est un photographe d'origine prussienne, sujet de l'Empire russe, qui fut le premier maître de la photographie de reportage en Russie.

## Biographie
Bulla naît à Leobschütz en Silésie, appartenant alors au royaume de Prusse. Sa date de naissance est indécise, 1853 ou 1855, selon certaines sources. Sa famille l'envoie gagner sa vie en 1865 à Saint-Pétersbourg, qu'il atteint par bateau. La raison du choix de la Russie est inconnue. Il est embauché comme garçon de courses par le photographe Dupant. Bientôt, il est employé à l'atelier. Il ouvre son propre atelier à l'âge de vingt ans et fabrique ses plaques de bromo-gélatine qui sont vendues non seulement à Saint-Pétersbourg, mais aussi dans tout l'empire, permettant ainsi aux photographes de ne plus fabriquer eux-mêmes leurs plaques et de gagner du temps. Carl Oswald Bulla demande et obtient sa naturalisation en février 1876. Désormais, il est sujet de l'empire russe. Son épouse et lui-même sont inscrits dans la classe des petits commerçants (mechtchantsvo) de Saint-Pétersbourg. 
Il ouvre en 1875 un atelier de photographie au no 61 de la rue Sadovaïa (rue des Jardins), en plein centre-ville, qui devient rapidement à la mode. Ses photographies sont prises en studio avec des fonds représentant des paysages ou des intérieurs. Il reçoit dix ans plus tard sa patente pour prendre des photographies commerciales en extérieur, tout en continuant les photographies en studio. Il ouvre deux autres ateliers, l'un sur la prestigieuse perspective Nevski au no 110 (à partir de 1906 au no 48/54 dans la galerie du Passage), et l'autre au bord du canal Catherine au no 66. Cependant, il est de plus en plus passionné par les reportages de rue et les photographies en plein air. 
Les journaux et revues demandent, grâce aux nouvelles techniques d'imprimerie, de plus en plus de photographies et s'adressent à lui et à d'autres. De plus les postes impériales autorisent à la fin du XIXe siècle l'envoi de cartes postales avec un tarif moindre, provoquant ainsi l'essor de la photographie en extérieur.
Bulla cesse de produire du matériel photographique en 1895 pour se consacrer uniquement aux prises de vue. Il écrit pour sa propre réclame: « Karl Bulla, le photographe-illustrateur le plus ancien de la capitale, photographie tout et partout pour les illustrés, sans aucune limite, du paysage aux édifices, au scènes de rue, en intérieur ou en extérieur, le jour ou la nuit avec lumière artificielle. » En effet, les ateliers Bulla photographient la famille impériale, l'intelligentsia de l'époque, les acteurs de théâtre, les ouvriers, les gens des rues, les palais et les hôtels, etc. Il fait partie des équipes rédactionnelles de plusieurs revues ou journaux, comme Niva, Ogoniok, La Vie pétersbourgeoise, Capitale et demeures, etc.
En 1910, le chiffre d'affaires de l'entreprise Bulla et fils atteint 250 000 roubles. Bulla, à la fin de sa carrière, est élevé de la classe de commerçant à celle de bourgeois d'honneur héréditaire en 1910. Il donne la succession de l'entreprise à ses fils en 1916 et s'installe à l'île d'Ösel (Saaremaa), échappant ainsi à la révolution. Il y meurt en 1929. 
Ses fils Victor et Alexandre se sont fait aussi un nom dans le domaine de la photographie. Alexandre meurt tragiquement en 1934 pendant la répression stalinienne.

## Illustrations

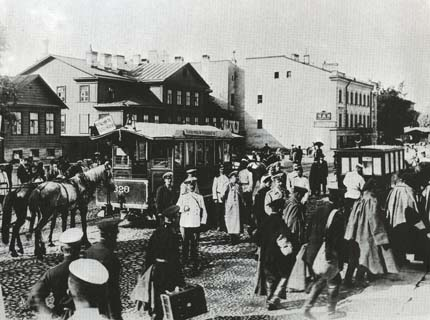
Scène de rue à Saint-Pétersbourg.
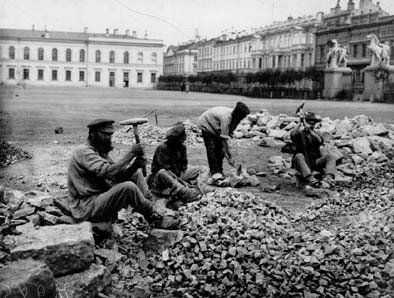
Cantonniers rue des gardes à cheval.
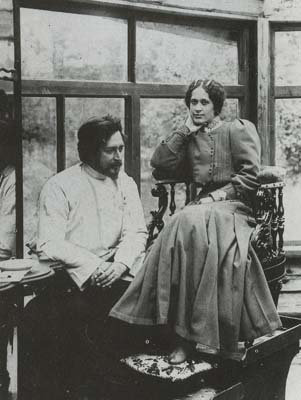
Léonide Andreïev et sa femme Anna.
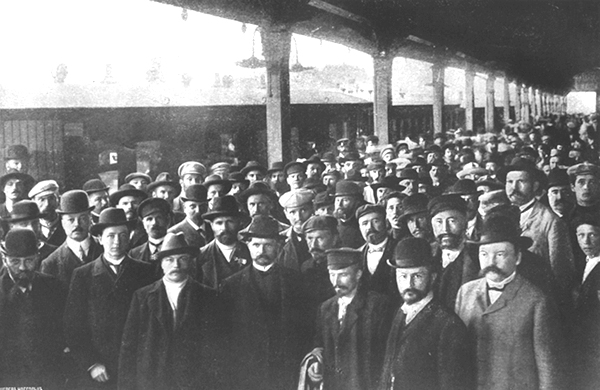
Les députés KD et travaillistes de la Ire Douma, s'apprêtant à signer le manifeste de Vyborg.
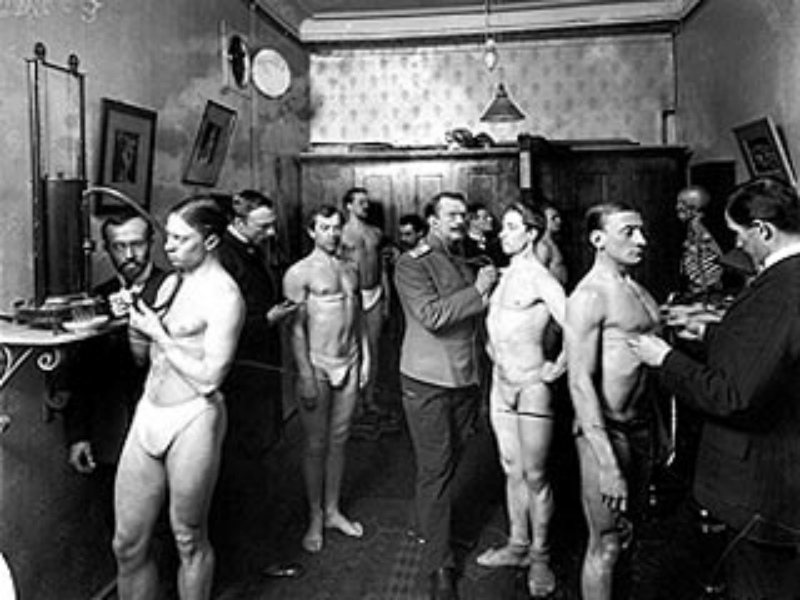
Inspection médicale.
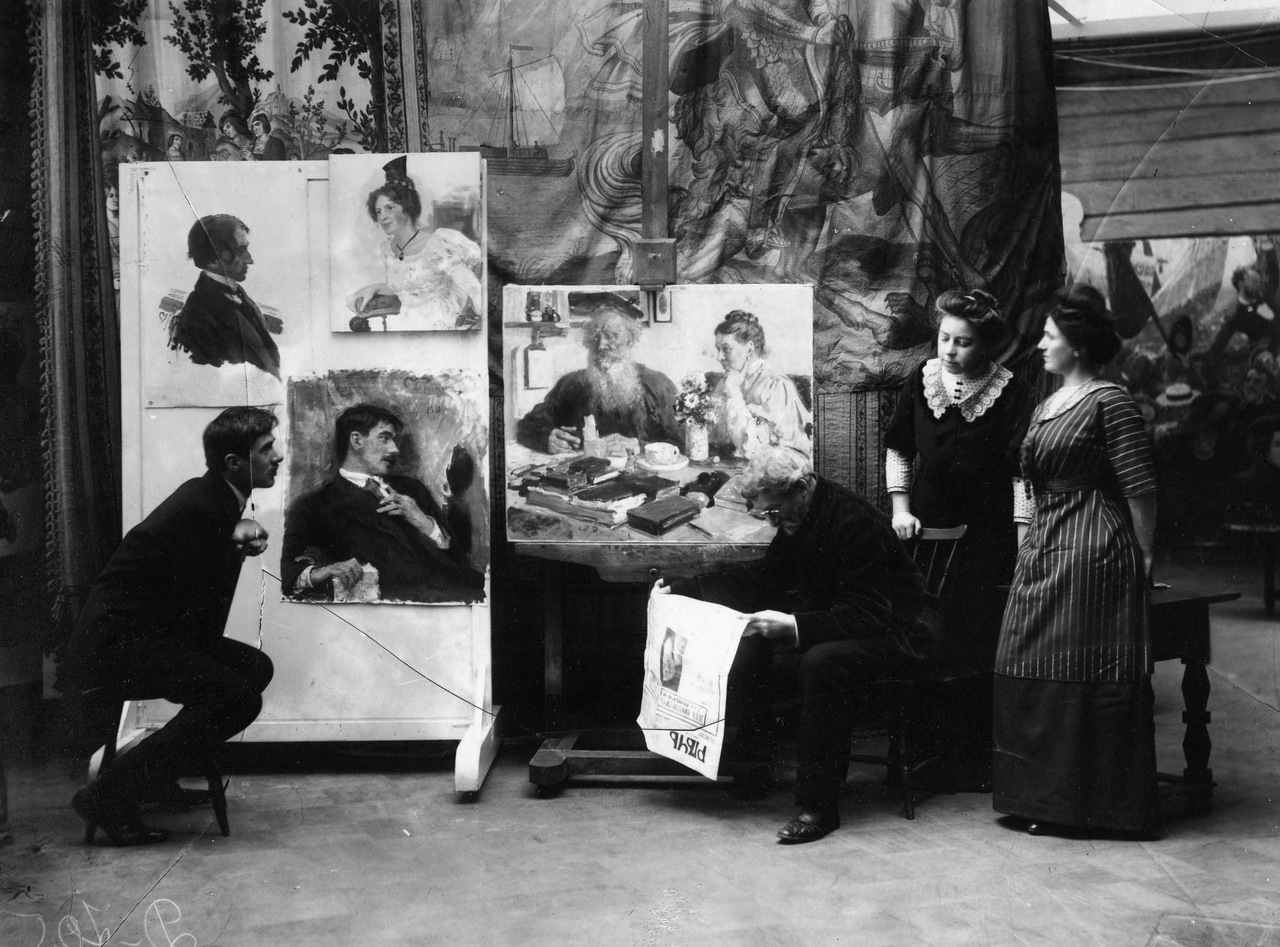
Ilia Répine lisant dans son atelier l'annonce de la mort de Tolstoï, en présence de sa femme et de Tchoukovski.
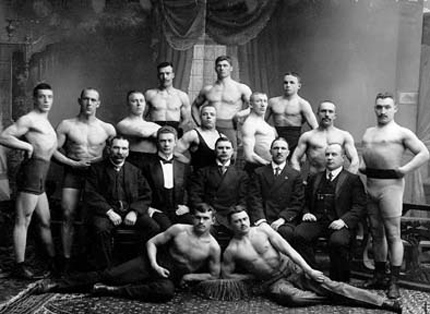
Ouverture du club des Hercules en mai 1912.
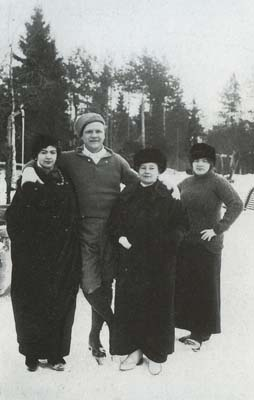
Fédor Chaliapine à Kuokkala en 1914.